# Chabuata ampla
Chabuata ampla là một loài bướm đêm trong họ Noctuidae.